# Lommiswil
Lommiswil (toponimo tedesco) è un comune svizzero di 1 479 abitanti del Canton Soletta, nel distretto di Lebern.